# Opernplatz (Hannover)

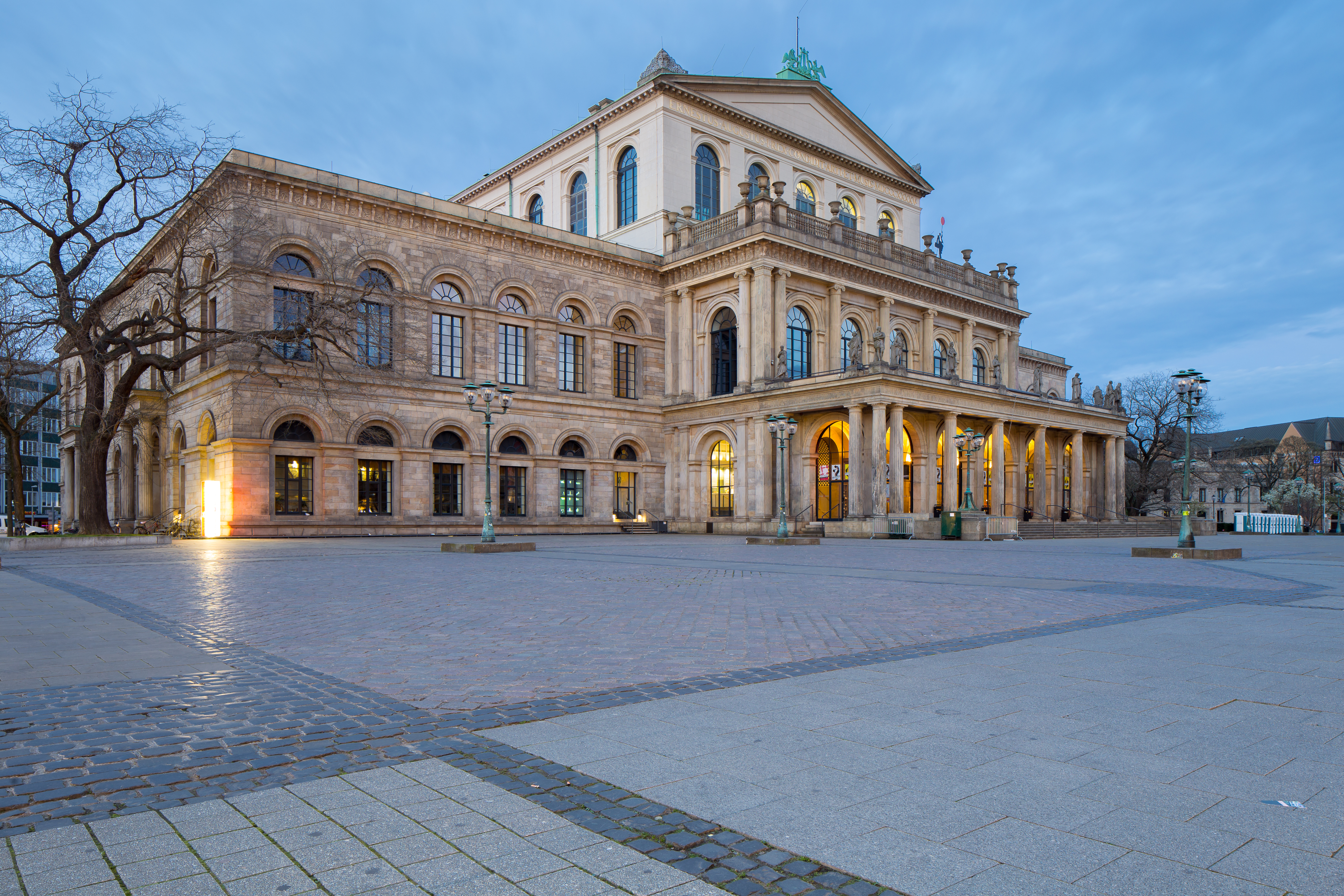
Opernplatz mit dem Opernhaus

Der Opernplatz ist einer der zentralen Plätze in Hannover. Die nach dem Opernhaus benannte Anlage wurde in der ersten Hälfte des 19. Jahrhunderts von dem Königlich Hannoverschen Hofbaumeister Georg Ludwig Friedrich Laves als gleichschenkliges Dreieck entworfen. Die Aufgliederung der Platzanlage, die mit dem späteren Café Kröpcke ihren Anfang nahm und mehr und mehr den Straßenraum einbezog, stellt sich vor dem Opernhaus als reiner Architekturplatz dar mit einer darunter angelegten Tiefgarage.

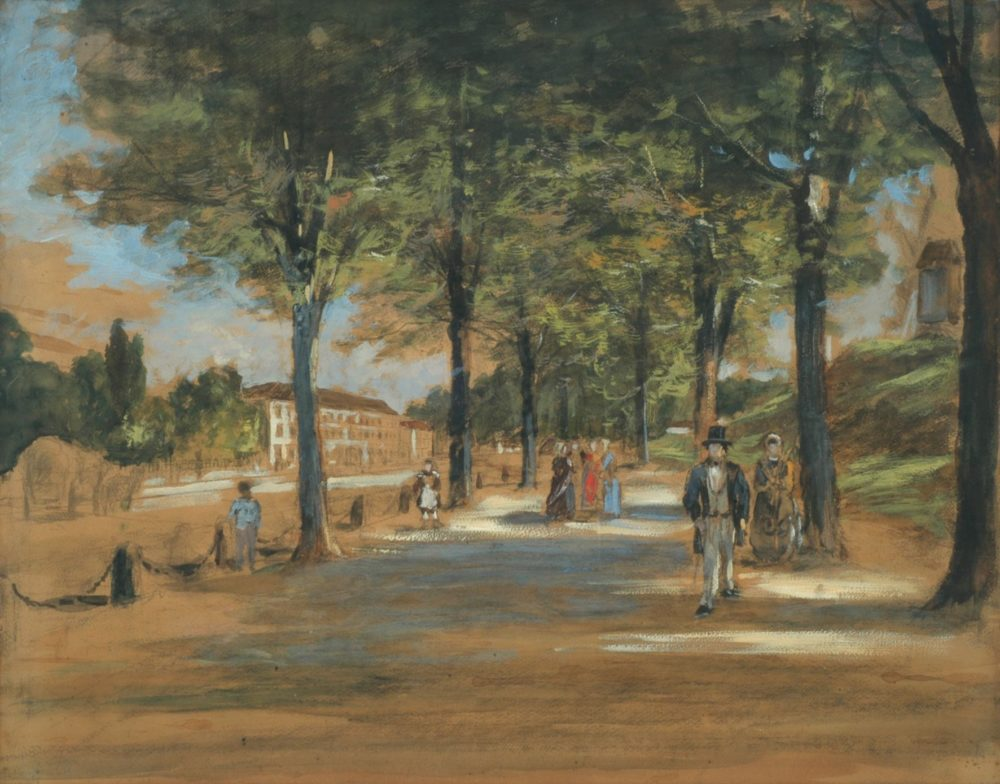
Die Georgstraße im Zustand um 1845; rechts die ehemalige Sparrenberg-Bastion mit der Erbzinsmühle

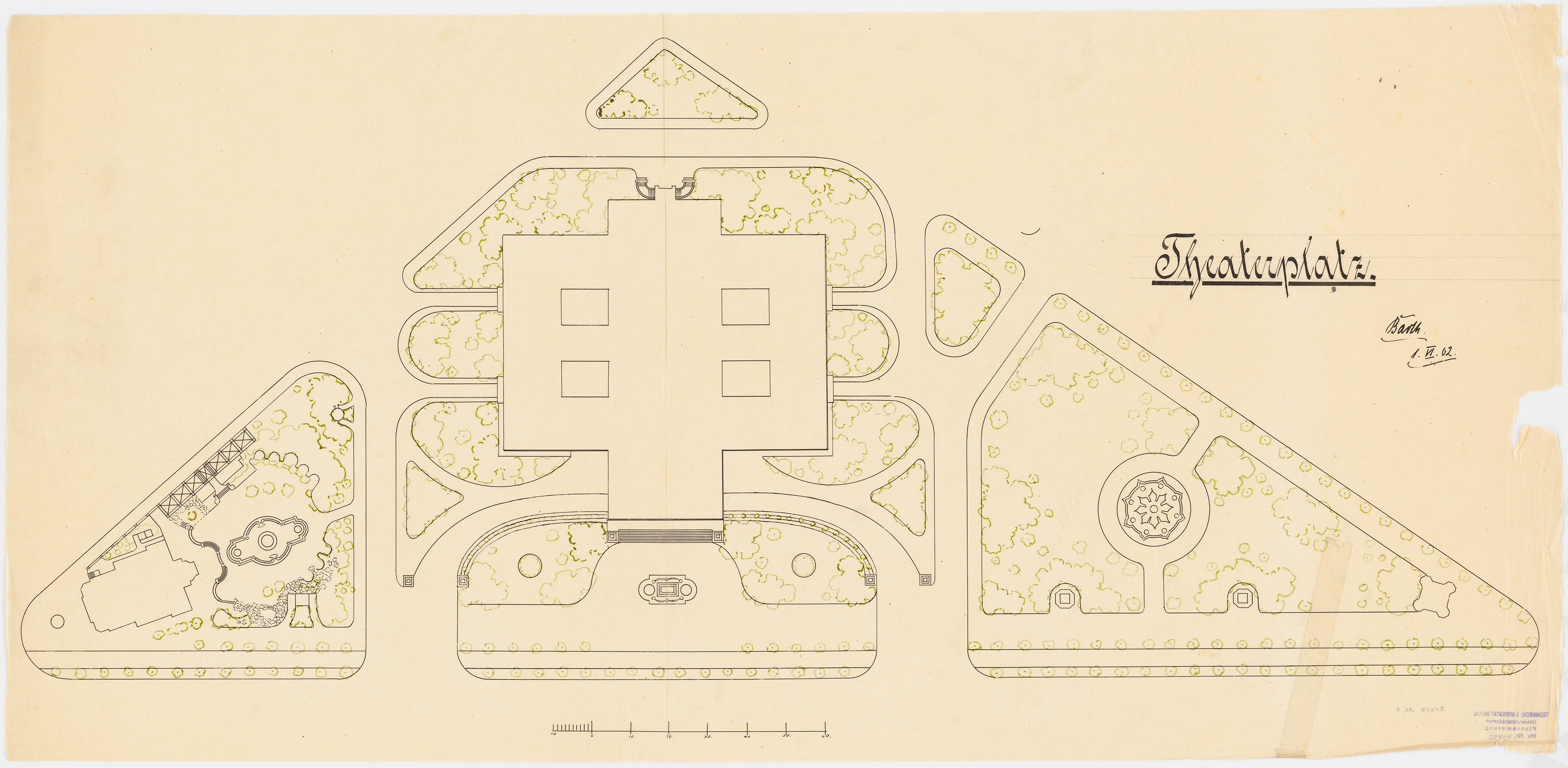
1902 datierte Draufsicht des Theaterplatzes

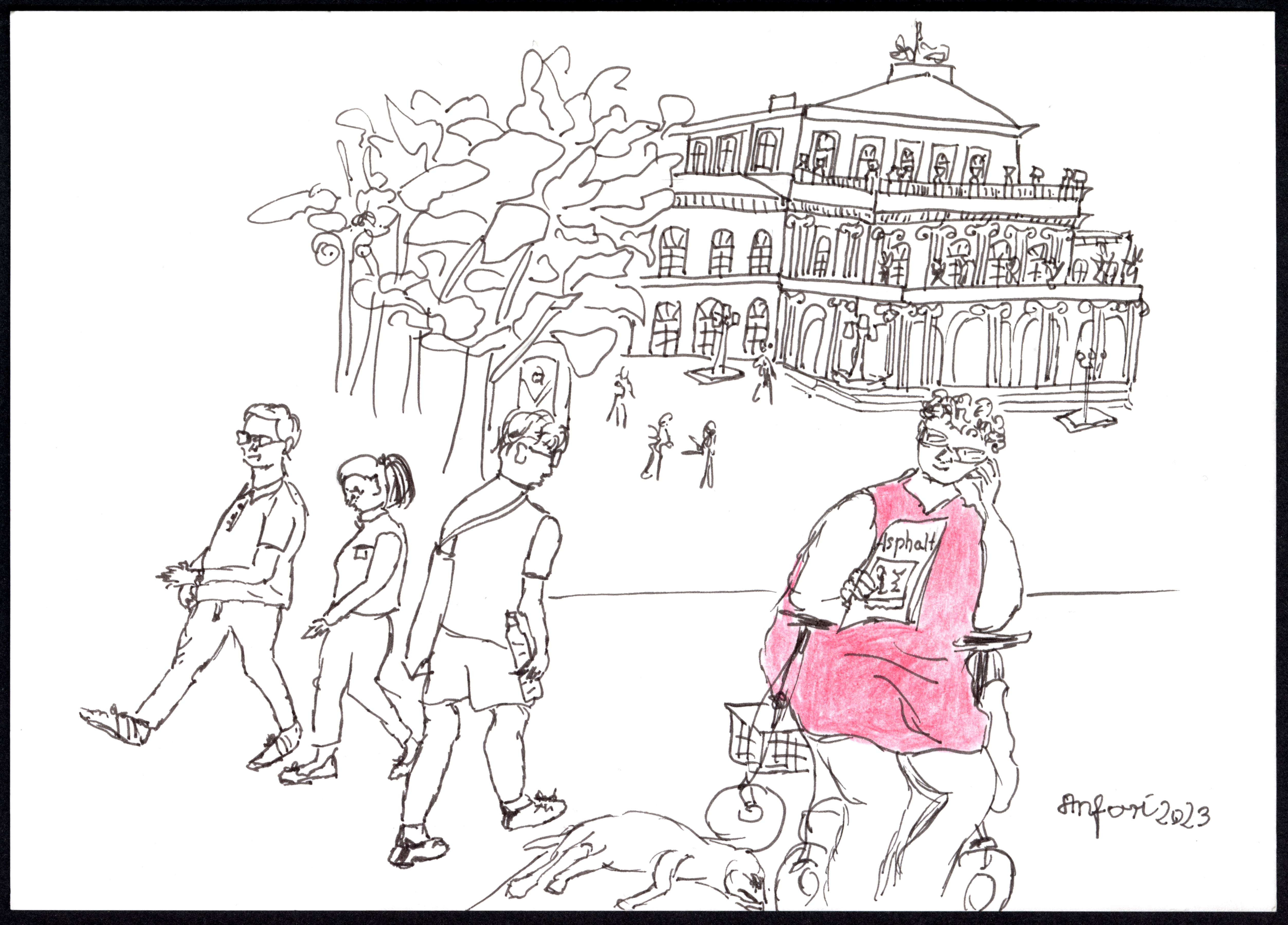
Asphalt-Verkäuferin vor der Oper
Sommer 2023, Georgstraße Ecke Ständehaussstraße

Am Übergang zum südlichen Teil des Platzes findet sich das Mahnmal für die ermordeten Juden Hannovers. Die dortige, von dem Landschaftsarchitekten Kamel Louafi gestaltete Grünanlage wird von einer baumumstandenen Promenade entlang der Georgstraße gesäumt. Dort finden sich Denkmäler für Heinrich Marschner, Karl Karmarsch, Louis Stromeyer und – vor dem Gebäude der ehemaligen Hannoverschen Bank, heute der Deutschen Bank – das Denkmal für Gottfried Wilhelm Leibniz.